# Pegusa lascaris
La sogliola dal porro o sogliola (Pegusa lascaris Risso, 1827), è un pesce osseo marino della famiglia Soleidae.

## Distribuzione e habitat
L'areale di questa specie comprende l'Oceano Atlantico orientale a nord fino all'Irlanda, il mar Mediterraneo e il mar Nero. Segnalata anche nel Canale di Suez e nel mar d'Azov. Nel Mediterraneo è comune solo lungo le coste del nord Africa. Nei mari italiani è una specie complessivamente rara
È una specie bentonica di fondi mobili sabbiosi o fangosi che di solito staziona a qualche decina di metri di profondità, i giovanili possono penetrare nelle lagune e nelle foci fluviali.

## Descrizione
Come tutti i pesci piatti ha un aspetto caratteristico, asimmetrico e con entrambi gli occhi su un lato del corpo che viene denominato "lato oculare" (in questa specie il destro) mentre il lato privo di occhi viene chiamato "lato cieco". Il corpo è ovale come nella sogliola comune ma un po' più rotondeggiante. Questa specie è molto simile alla congenere sogliola adriatica da cui si distingue soprattutto per avere la pinna pettorale del lato oculare con una macchia scura al centro bordata da un alone giallastro e per avere alcuni raggi delle pinne dorsale e anale scuri disposti a distanze regolari. Come tutti i membri del genere Pegusa ha la narice del lato cieco espansa a rosetta (da cui il nome comune).
Il colore del lato oculare è brunastro o rossastro pallido con piccoli punti neri e bianchi sparsi.
La misura media è sui 30 cm, la taglia massima è di circa 40 cm.

## Biologia
Vive fino a 15 anni.

### Alimentazione
È un animale predatore, si nutre di crostacei come misidacei, anfipodi, gamberetti ed altri decapodi di molluschi bivalvi e policheti.

## Pesca
La pesca avviene con le reti a strascico e, occasionalmente, con le reti da posta. Le carni sono commestibili ma, anche per le piccole dimensioni, non ha importanza per la pesca commerciale.